# Froyla Tzalam
Froyla Tzalam (n. 27 iulie 1971, San Antonio⁠(d), Toledo District⁠(d), Belize) este antropolog și lider al comunitar Maya Mopan din Belize. A devenit guvernator general al statului Belize la 27 mai 2021.
La 22 aprilie 2021, prim-ministrul statului Belize, John Briceno, a anunțat că Froyla Tzalam a fost nominalizată pentru a fi următorul guvernator general al statului Belize după retragerea lui Colville Young. Este al treilea guvernator general și a doua femeie numită în această poziție.
Tzalam este din satul San Antonio, Toledo. A devenit licențiată în antropologie la Universitatea Trinity, Texas. A urmat un masterat în dezvoltare rurală la Universitatea din Sussex.
A fost director executiv al Institutului Sarstoon Temash pentru Management Indigen (SATIIM).
Tzalam a fost selectată pentru a fi numită în Senat în ianuarie 2017, dar a refuzat dorind să se concentreze asupra muncii sale cu SATIIM.